# Domonkos kolostor (Margit-sziget)
A margitszigeti domonkos rendi apácakolostort IV. Béla alapította Szűz Mária tiszteletére. A Nyulak szigeti Boldogasszony-zárda a középkorban a sziget legfontosabb intézménye, legjelentősebb és leggazdagabb szerzetesi épülete volt.
1259-ből ismert az alapítólevele, az épülete ekkorra már készen állt. IV. Béla a tatárjárás után tett fogadalma – miszerint, ha elkerülik a pusztulást, születendő gyermekét az egyháznak ajánlja – értelmében lánya, Margit lakhelyeként alapította. Ő építtette a szigeten az apácakolostort és a kolostor melletti királyi házat is. Margit először a veszprémi ágostonos kolostorba került, majd 1252-ben 12 másik apácával együtt érkezett a szigetre.
A Szűz Mária tiszteletére szentelt zárdát először az ágostonosok, majd a domonkos-rendiek irányították, létrejöttében nagy szerepet kapott Ákos budai prépost. A kolostor vagyonának alapját hatalmas birtokai adták, 1270-ben már nyolcvan falu tartozott hozzá. Megerősítését segítette az is, hogy a pápa is támogatta, valamint gazdag, előkelő családok gyerekei is ebbe a kolostorba kerültek. Jövedelemforrásai közé tartoztak még jelentős vámösszegek is. IV. László testvére, Erzsébet is a zárda lakója volt, és jelentősen gyarapította vagyonát. A közelben férfi szerzetesházat is építettek, és a királyi ház jelentős országos események színhelye volt: 1266-ban itt kötött békét IV. Béla király a fiával, és itt is halt meg 1270-ben.
Az apácák véglegesen a török megszállás alatt hagyták el a kolostort. A török hódoltság óta a terület romterületként látogatható. A látogatható romkertben lévő maradványok több korszak építkezéseit bemutatják. A romkert fő elemei a templom, Szent Margit sírja és az apácakolostor.
A kolostor jelentősége Margit halála után még tovább növekedett, szentté avatása kapcsán. Már életében több csodás eseményről tudósítottak, életéről, sírjáról és az apácakolostorról sok részletet megőrzött az 1276-ban kezdődött vizsgálat és annak jegyzőkönyvei. Ezek szövegére épült a Margit-legenda is, mely több változatban készült el, és egyik magyar fordítását Ráskay Lea készítette el, aki a kolostor lakójaként több kódexet is leírt az 1510-es években.

## A kolostor története, építészete
A középkorban Nyulak szigetének nevezték a mai Margit-szigetet, amely kezdettől a királyi család birtoka volt. A történeti hagyomány szerint Imre király (1196-1204) a sziget legmagasabbra emelkedő keleti oldalán udvarházat emeltetett a 12.-13. század fordulóján, majd az udvarház mellett templom is épült. Öccse, II. András király a premontrei szerzeteseket bízta meg az egyház gondozásával.
A királyi udvarház várszerű épület volt. A tatárjárás (1241-1242) után IV. Béla király patkó alakú saroktoronnyal erősítette meg. A tatárok által földúlt, fölégetett óbudai királyi lak helyett a szigeten épségben megmaradt királyi udvarház lett 1243-tól ideiglenesen az uralkodói pár szálláshelye. Már ekkor megindították egy kolostor építését az udvarház (palota) mellett, azzal a céllal, hogy itt leljen otthonra az Adria-parti Clissában született (1242) leányuk, Margit, akit születése előtt Istennek ajánlottak, mintegy az országnak a tatároktól való megmenekülésért fölkínált fogadalmi ajándékként.
Mihály Domonkos-rendi szerzetes irányította az építkezéseket, szigorúan ügyelve a rendi szabályok betartására. 1252-ben az építkezés már annyira előrehaladt, hogy Margit hercegnőt és 17 apácatársát elhozhatták a szigetre, az új Domonkos-rendi apácakolostorba, a veszprémi domonkos apácakolostorból. IV. Béla király bőkezűen ellátta birtokokkal is a kolostort. A királyleány mellé az előkelő főúri családok sorra küldték el leányaikat, akik közül egyesek apácák lettek, mások számára a kolostor leánynevelő intézetként működött. Az, hogy Margiton kívül a későbbiekben még három Árpád-házi hercegnő is a kolostor lakója lett, az ország legelőkelőbb, legtekintélyesebb apácakolostorává tette.
IV. Béla király és felesége gyakran megfordult a szigeten, a kolostor melletti udvarházban lakva. Kedvelte a szigetet a királynék közül V. István király felesége, a kun származású Erzsébet asszony is, aki fia, IV. László halála után ideköltözött, s itt is halt meg 1295-ben. A kolostor templomában temették el Margit és V. István király sírja közelében.
IV. Béla király viszonya a domonkosok iránt elhidegült, amikor kiderült, hogy Margit hercegnő élete végéig apáca akar maradni, s nem hajlandó férjhez menni. A szentéletű hercegnő iránt életében is nagy volt a tisztelet, s halála után ez még fokozódott. Bátyja, V. István király már 1272-ben kérte szentté avatását, azonban erre csak 1944-ben került sor.
A 14-15. században is támogatták királyaink az apácakolostort, amelyet többször átépítettek és bővítettek. A 15. század második felében, Mátyás király uralkodása időszakában (1458-1490) történt az utolsó nagy átépítés. Ekkor megerősítették a várszerű kerítésfalakat is. Az 51 m hosszú, 12 m széles templom új gótikus hálóboltozatot kapott. A leányok tanintézetének számító kolostor könyvtárában a latint nem tanuló leányok és apácák számára egész sor magyar nyelvű kódex készült, amelyek tartalmazták a legfontosabb hitbuzgalmi szövegeket, köztük Szent Margit legendáját (ennek másolóját is ismerjük: a zempléni származású Ráskai Lea volt).
A virágzó kolostor lakóit megrémítette a török veszély. Nándorfehérvár eleste (1521) után már el akartak költözni, és ettől csak a rendfőnöki tiltás tartotta vissza őket. A mohácsi csatavesztés hírét meghallva 1526-ban azonnal elindultak a biztonságosnak vélt Kőszegre. Innen ugyan még visszatértek, ám 1529-ben, az újabb nagy török hadjárat hírére, vagy 1540-ben végleg elköltöztek. Az utolsó szigeti apáca a pozsonyi klarissza kolostorban halt meg a 17. század elején.
Buda török kézre kerülése (1541) után a hódítók földúlták a szigeti épületeket, az apácakolostort is. Később már csak a sziget török neve utalt a kolostorra. Az épületeket katonai célokra kezdték el használni, minek következtében tönkrementek, Buda visszafoglalásakor (1686) már csak romok álltak. Buda visszafoglalása után a szigeti romokkal nem sokat törődtek. A sziget a Habsburg-családból származó nádorok pihenőhelye, parkja lett.

## Felépítése
Az első épület 1246 és 1255 között épülhetett, részleteiben igen magas színvonalú munka folyhatott az építés során, és az itt alkalmazott építészeti megoldások sokban hasonlítanak a budai domonkos kolostorban vagy a Mátyás-templomban alkalmazottakhoz. A templom alaprajzában ciszter formát követ. A kolostor a déli oldalon állt, itt helyezkedett el a káptalanterem, a dormitórium, a refektórium és a konyha. A források betegházról és vendégházról is említést tesznek. A kolostortól nyugatra állt a kórház a 13. század végén épült kápolnával. Ez a zarándokok számára épült, a vendégház pedig a királyi család tagjainak.

### Margit sírja

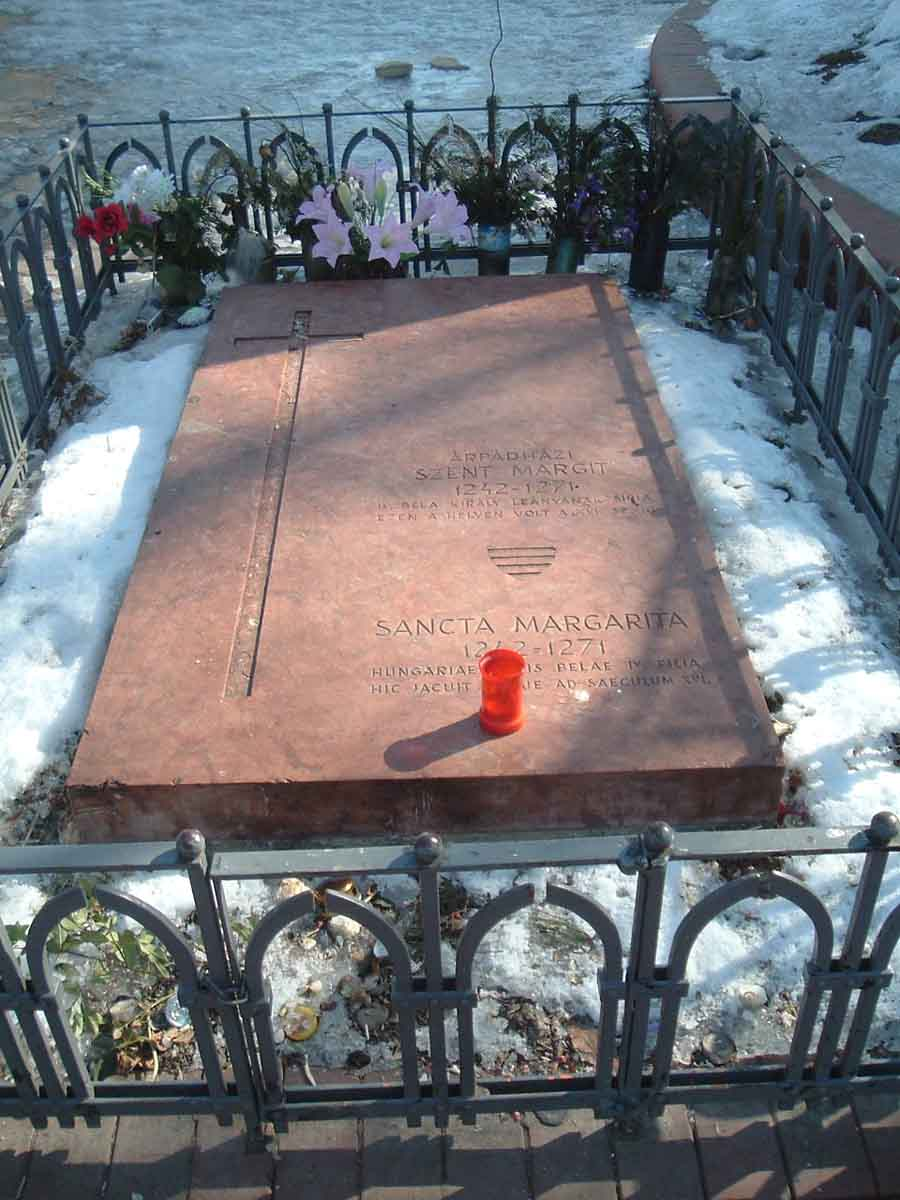
Árpád-házi Szent Margit sírja

Margit sírja a templom szentélyében, a diadalív vonalában volt elhelyezve és fallal körülvéve. A síremlék 1271-ben készült el, Péter és Albert lombardiai szobrászok készítették vörös márványból. 1335-ben új, fehér márvány emlékmű készült, Tino di Camino körének egy szobrásza által. Ezt már a szentély mögé, a zarándokoktól védett helyre építették.

### Kolostorkert
A kolostorkert őrzi az első magyar kertművészeti emléket. 1251-ben már vízvezeték szállította a kert öntözéséhez a vizet. A török uralom idején a Duna hordaléka betemette.

### Kolostorbővítések
1381-ben új építési szakasz kezdődött, aminek a vezetője Szántói Demeter építőmester fia, Kis Pál volt. Azok számára, akik támogatták az építkezést, a pápa búcsút engedélyezett. Az építkezés során a budai domonkos kolostorhoz hasonlóan kibővítették a szentélyt, ami a nyolcszög 5 oldalával záródó formát kapott. Az átépítések 1500 körül is folytatódtak, újraboltozták a kolostor egy részét és átépítették az apácakarzatot.

## Feltárások
Az ásatások sokban hozzájárultak az apácakolostor történetének ismeretéhez. A 19. század második felétől irányult nagyobb figyelem a romok felé. Az ásatások első szakasza az 1838-as árvíz után kezdődött, mert az árvíz felszínre hozta Margit és V. István sírját. Később, a két világháború között majd 1958-62-ben voltak itt ásatások. Nagyobb munkálatok azonban csak az 1960-as években kezdődtek F. Tóth Rózsa régész irányításával, majd ezek is abbamaradtak, és csak az 1990-es években folytatódtak Írásné Melis Katalin régész vezetésével, helyreállítással egybekötötten. A kolostornak és a hozzá kapcsolódó épületeknek jelentős része azonban máig is föltáratlan.
A kolostor helyreállítása és rombemutatása 2009-ben ICOMOS-díjat kapott.

## A kolostor az irodalomban
Margit életéről szól, és a kolostorban játszódik Gárdonyi Géza Isten rabjai című regénye.
Kodolányi János Boldog Margit című regényének második része itt játszódik.

## Ajánlott irodalom
- Budapest története, I-II., Budapest, 1973
- Budapest im Mittelalter, Braunschweig, 1991

## Lásd még
- Ferences kolostor
- Árpád-házi Szent Margit
- Margit-sziget
- IV. Béla